# Pic Saint-Loup
Der Pic Saint-Loup ist ein 658 m hoher Berg in den südöstlichen Ausläufern der Cevennen in der südfranzösischen Region Okzitanien im Département Hérault.

## Lage und Umgebung
Der Pic Saint-Loup ist im gesamten Gebiet von Montpellier zu sehen und gilt als der „Hausberg“ Montpelliers und des nordöstlichen Teils des Departements Hérault. Er liegt südlich von Rouet und Notre-Dame-de-Londres bzw. westlich von Saint-Mathieu-de-Tréviers. Weitere Gemeinden in der Umgebung sind Cazevieille im Südwesten sowie Mas-de-Londres im Westen. Der Ausblick von der Gipfelregion reicht bei guter Sicht über die Großstadt Montpellier hinweg bis zum Mittelmeer.
Der Kalksteinberg hat die Form eines in West-Ost-Richtung verlaufenden Kammes mit einer vergleichsweise flachen, von dichter Vegetation bedeckten Südflanke und einer steilen felsigen Nordwand. Im Südwesten ihm gegenüber ragt das Felsplateau der Montagne d’Hortus 512 Meter in die Höhe.

## Sehenswürdigkeiten
Am Gipfel befinden sich ein Wach- und Feuerturm, der Tour de Guet, sowie die Kapelle Saint-Joseph und eine Einsiedlerklause, die bis in die 1960er Jahre bewohnt war. Etwa 1 km östlich steht auf einem Ausläufer des Berges die Burgruine Château de Montferrand (393 m).

## Besteigung
Sowohl von Saint-Mathieu-de-Tréviers, als auch von Mas-de-Londres und vom Mas Rigaud führen Wege zur Kreuzung la Croisette südlich des Gipfels, von dort aus führt ein markierter Steig die letzten 100 Höhenmeter empor zum Gipfel. Weitere, schwierigere Anstiege führen über den Ostgrat und durch die Nordflanke. Ausgangspunkt für die meisten Wanderungen zum Gipfel des Pic Saint-Loup ist der Wanderparkplatz am Nordrand von Cazevieille. Dort beginnt auf einer Höhe von ungefähr 300 m der ca. 2,5 km lange Wanderweg entlang der Südflanke des Massivs.
An der Nordwand finden sich auch Kletterrouten der Schwierigkeiten 5b bis 8c.

## Wein
Nach dem Berg ist auch eine Rotweinsorte benannt, die aus der Rebsorte Counoise gekeltert wird und dem Weinbaugebiet Coteaux du Languedoc zugeordnet ist.

## Legende
Eine Legende besagt, dass einst zwei Liebende – ein Schäfer und eine Schäferin – in die Berge flohen, um der Verheiratung des Mädchens mit einem reichen Kaufmann zu entfliehen. Von Hunden verfolgt, standen sie unvermittelt vor einer hoch aufragenden Bergkette. Sie beteten um Hilfe, woraufhin ein in der Nähe lebender Riese mit einem Fausthieb den Berg spaltete. So entstanden der Pic Saint-Loup und der benachbarte Hortus.
Eine andere Version lautet, dass drei Kreuzritter (Guiral, Clair und Thieri Loup) in ein Mädchen namens Bertrada verliebt waren. Als die drei von ihrem Abenteuer im Heiligen Land zurückkehrten, war Bertrada bereits gestorben, woraufhin sich die drei als Einsiedler in die Berge zurückzogen.